# Катуна (Этолия и Акарнания)
Кату́на (греч. Κατούνα) — малый город в Греции. Относится к общине Актион-Воница в периферийной единице Этолия и Акарнания в периферии Западная Греция. Расположен на высоте 329 м над уровнем моря, амфитеатром на холме к востоку от гор Акарнаника, к северо-западу от озера Амвракия, в 20 км от города Амфилохия, в 32 км от города Воница, в 43 км от Агриниона, в 82 км от Месолонгиона и в 307 км от Афин. Население 1677 человек по переписи 2011 года.
Близ города находятся развалины древнего города Медеон.

## Сообщество
Сообщество Катуна (Κοινότητα Κατούνας) создано в 1912 году (ΦΕΚ 261Α). В сообщество входят три населённых пункта. Население 1827 человек по переписи 2011 года. Площадь 54,82 квадратного километра.
| Наименование  | Население (2011), человек |
| ------------- | ------------------------- |
| Айос-Николаос | 81                        |
| Катуна        | 1677                      |
| Лутракион     | 69                        |

## Население
| Год  | Население, человек |
| ---- | ------------------ |
| 1991 | 2647               |
| 2001 | 2339               |
| 2011 | ↘ 1677             |